# Neosardus decus
Neosardus decus är en tvåvingeart som beskrevs av Yeates 1996. Neosardus decus ingår i släktet Neosardus och familjen svävflugor.
Artens utbredningsområde är New South Wales. Inga underarter finns listade i Catalogue of Life.